# Fort Reading
Fort Reading était un fort de l'US Army, établi le 26 mai 1852 par le premier-lieutenant Nelson H. Davis du 2e d'Infanterie sur ordre du colonel Ethan Allen Hitchcock. Ses bâtiments en adobe, situés sur la rive ouest de la Cow Creek, près de son confluent avec le fleuve Sacramento, abritaient alors deux compagnies. Sa mission était de protéger la région minière des attaques indiennes. Le fort, l'un des premiers construits par les États-Unis en Californie, doit son nom au major Pierson B. Reading, du corps des volontaires californiens lors de la guerre américano-mexicaine. La garnison en fut retirée le 1er avril 1856, puis il fut occupé périodiquement par l'armée jusqu'au 13 juin 1867, puis abandonné définitivement par l'armée le 6 avril 1870.